# Candelaria (Zambales)
Candelaria é um município de  terceira classe de renda municipal (d) na província Zambales, nas Filipinas. De acordo com o censo de 1 de maio  de  2020 possui uma população de 30 263 pessoas e 7 110 domicílios.